# انگلیسی بین‌المللی
انگلیسی بین‌المللی (International English) مفهوم استفاده از زبان انگلیسی به عنوان یک وسیله ارتباطی جهانی شبیه به یک زبان میانجی بین‌المللی است و اغلب به حرکت به سمت یک زبان معیار بین‌المللی اشاره دارد. اصطلاحات مرتبط و گاهی مترادف عبارتند از: انگلیسی جهانی، انگلیسی رایج، انگلیسی قاره‌ای، انگلیسی عمومی، انگاس و گلوبیش. گاهی اوقات، این اصطلاحات اشاره به حقیقی بودن این وضعیت دارد، جایی که انگلیسی در گویش‌های‌های فراوانی در سراسر جهان صحبت و استفاده می‌شود. این اصطلاحات ممکن است گوناگونی و تنوع زبان انگلیسی را که در سرتاسر جهان صحبت می‌شود، تصدیق کند.
با این حال، گاهی اوقات، این اصطلاحات مرتبط به یک استانداردسازی مطلوب (یعنی انگلیسی معیار) اشاره دارند، اما در مسیر رسیدن به این هدف اتفاق نظر وجود ندارد. پیشنهادهای زیادی برای دسترسی بیشتر به زبان انگلیسی بین‌المللی برای افراد از ملیت‌های مختلف ارائه شده‌است. زبان انگلیسی پایه یک مثال است، اما نتوانست پیشرفت کند. اخیراً، پیشنهادهایی برای انگلیسی به عنوان زبان میانجی (ELF) ارائه شده‌است که در آن سخنرانان غیر بومی نقش بسیار فعالی در توسعه زبان دارند. همچنین استدلال شده‌است که انگلیسی بین‌المللی با املای سنتی آن عقب مانده‌است. پیشرفت آهسته‌ای در پذیرش املای جایگزین صورت گرفته‌است.